# Tages-Anzeiger
Der Tages-Anzeiger (abgekürzt TA, umgangssprachlich Tagi) ist eine überregionale Schweizer Tageszeitung aus Zürich und gehört zur TX Group.

## Allgemeines
Der Tages-Anzeiger wird vom Verlagshaus Tamedia herausgegeben. Sein Schwerpunkt liegt in der Metropolregion Zürich (Stadt und Agglomeration Zürich). Seit Januar 2017 besteht eine umfassende Kooperation mit der Süddeutschen Zeitung. Die Kooperation umfasst neben der Auslandberichterstattung Themen, bei denen ein nationaler Blickwinkel nicht immer im Zentrum steht. Darunter fallen die Ressorts Wissen, Kultur & Gesellschaft sowie der Sport.
- Chefredaktorin: Raphaela Birrer
- Verlagsleiter: Marcel Tappeiner
- Verleger: Pietro Supino
- Ombudsmann: Ignaz Staub

### Auflage
Der Tages-Anzeiger hat mit 80'785 (Vj. 85'260) verkauften bzw. 103'087 (Vj. 106'382) verbreiteten Exemplaren die höchste WEMF-beglaubigte Auflage unter den Abonnementszeitungen der Schweiz und erreicht täglich 309'000 (Vj. 329'000) Leser. Der Tages-Anzeiger zählt neben dem Blick und der Neuen Zürcher Zeitung zu den einflussreichsten Zeitungen der deutschsprachigen Schweiz.
Wie alle gedruckten Tageszeitungen muss der Tages-Anzeiger seit einigen Jahren eine stark sinkende Auflage hinnehmen. Die verkaufte Auflage fiel seit 2008 um 132'953 von 213'738 auf 80'785 Exemplare 2023, das sind 62,2 %.

Entwicklung der verkauften Auflage nach WEMF-Auflagebulletins (s. Details 2008 und 2023)

### Gliederung und Inhalt
Die Printausgabe des Tages-Anzeigers gliedert sich seit der Neugestaltung 2014 in drei Zeitungsbünde:
- Der erste Bund enthält Nachrichten, Recherchen, Hintergrundberichte und Analysen aus der Schweiz und dem Ausland. Der Fokus liegt auf Politik und Wirtschaft. Ebenfalls im ersten Bund befindet sich die Seite Leserforum. Die Kehrseite mit vermischten Meldungen schliesst den ersten Bund ab.
- Der zweite Bund beginnt mit dem Zürich-Teil und enthält regionale Nachrichten, Recherchen, Hintergrundberichte und Analysen aus Stadt und Kanton Zürich. Im Service-Bereich folgen amtliche Anzeigen, ein Veranstaltungskalender (Agenda) sowie die Seite Bellevue für jüngere Leser mit einem Comic. Der Sport-Teil befindet sich ebenfalls im zweiten Bund, wobei der Sport von hinten nach vorne zu lesen ist.
- Der dritte Bund nennt sich Kultur und Gesellschaft und enthält unter anderem Kulturnachrichten, das Kino-, Theater- und Fernsehprogramm sowie auf der Backpage die Seite Wissen.

Die Redaktionen der Ressorts Kultur, Gesellschaft, Wissen, Reisen, Sport und seit 2017 auch Wirtschaft arbeiten zugleich für die SonntagsZeitung.
Bis 2014 gliederte sich der TA in vier Faszikel, die sich noch stärker an den klassischen Zeitungsressorts orientiert hatten: Frontbund, Zürich und Region, Wirtschaft, Sport und Kultur.

### Beilagen
Dem Tages-Anzeiger liegen wöchentlich folgende Beilagen bei:
- Das Magazin, samstags
- Alpha, Kader- und Spezialistenmarkt, samstags (seit 2016 in den ersten Bund integriert)

### Digital
Online ist der Tages-Anzeiger über Smartphone Apps und über einen Webauftritt abrufbar. Dort werden die Printformate in PDFs oder als dynamische Artikel angeboten. Es wird zwischen kostenlosen Artikeln und Artikeln mit Paywall unterschieden. Einzelne Artikel lassen sich vorlesen. Zusätzlich stehen Podcasts zur Verfügung. Die Artikel können kommentiert werden. Das Archiv ist nur bis 1996 online abruf- und durchsuchbar und ist über den Abo-Service zugänglich.

## Geschichte
Die erste Ausgabe des Tages-Anzeigers erschien am 2. März 1893 mit einem Umfang von 16 Seiten. Mit einer Mischung aus Nachrichten, Unterhaltung (etwa einem Fortsetzungsroman), Sport und Anzeigen sprach der Tages-Anzeiger ein breites Publikum und explizit auch Frauen an. Bereits drei Jahre nach seiner Lancierung war der Tagi die grösste abonnierte Tageszeitung der Schweiz. Er verstand sich zu einer Zeit mit einer rein parteipolitisch geprägten Medienlandschaft als unparteiischer Anzeiger, der alle Meinungen und Akteure zu Wort kommen liess. Wie der Historiker Konrad Zollinger schreibt, hatte diese Haltung ökonomische Gründe: «Denn wenn man nicht urteilte, konnte man auch niemanden verärgern – weder den Leser, sprich Käufer – noch den Inserenten, sprich Geldgeber.» Dies führte auch dazu, dass 1931 ein Leitartikel von Adolf Hitler mit dem Titel «Was wollen wir Nationalsozialisten» und 1933 sieben Artikel von Benito Mussolini abgedruckt wurden. Die Berichterstattung über die Frontisten in den 1930er Jahren war unkritisch und nahm viel Platz ein. Aber auch Winston Churchill kam im Tagi zu Wort.
Gründer des Tages-Anzeigers waren der deutsche Zeitungsverleger Wilhelm Girardet und der frühere NZZ-Redaktor Fritz Walz, weitere Anteilseigner waren Fritz Furrer und Girardets Neffe Hugo Isenburg. Ihn setzte Girardet auch als ersten Geschäftsleiter ein und ersetzte ihn 1899 durch seinen Sohn Wilhelm jun. Die Zeitung entwickelte sich gut und bezog 1904 ein neues Verlagshaus in der Werdstrasse. 1905 heiratete der Redaktor Otto Coninx die Verlegertochter Berta Girardet. Er leitet die Zeitung ab 1906. Später übernahm Coninx schrittweise die Mehrheit am Unternehmen, aus dem später die Mediengruppe Tamedia hervorging, die sich noch heute mehrheitlich im Besitz der Familie Coninx befindet.
Nach dem Zweiten Weltkrieg gaben viele der zuvor politisch positionierten Zeitungen ihr politisches Engagement auf. Der Tagi wurde just zu diesem Zeitpunkt eine engagierte politische Stimme links der Mitte.
Im Jahr 1964 führte der Tages-Anzeiger als erste Tageszeitung der Schweiz die Frühzustellung ein. Durch die neue Zustellung wurde der Redaktionsschluss vom frühen Morgen auf den späten Nachmittag verlegt. Der Druck der Zeitung erfolgt seither in der Nacht.
In den folgenden Jahren baute der Tages-Anzeiger seine Beilagen aus. 1966 erschien erstmals die Stellenbeilage Stellen-Anzeiger, 1970 das Tages-Anzeiger-Magazin und 1982 das Ausgehmagazin züritipp. Ab dem Jahr 1988 lag dem Tagi das Radio-24-Magazin Bonus bei, welches nach Übernahme durch die TA-Media-AG im Jahr 1996 eingestellt wurde. Seit 1997 erscheint die auf Kaderstellen ausgelegte Stellenbeilage Alpha – Der Kadermarkt.
Im August 2008 wurde das Online-Angebot stark erweitert. Der Tages-Anzeiger ist seither zusammen mit der Basler und der Berner Zeitung der Online-Plattform Newsnet angeschlossen mit eigenen Regionalredaktionen in Zürich, Basel und Bern. Im November 2008 wurde zudem Der Bund online dem Newsnet angegliedert. Die Mantelredaktion in Zürich ist für die nicht regionalen Inhalte zuständig. Im Mai 2009 gab der Tages-Anzeiger einen Abbau von 57 Stellen (davon 50 Vollzeit) bekannt. Der Tages-Anzeiger sah sich mit dem Vorwurf konfrontiert, dieser Abbau sei nicht ganz sauber vonstattengegangen.
2005 lancierte der Tages-Anzeiger die Regionalausgabe Linkes Seeufer und Sihltal, die in diesem Gebiet allen Tagi-Abonnenten zusammen mit der täglichen Zeitung zugestellt wurden. 2006 kamen die Regionalausgaben für das rechte Ufer des Zürichsees, das Zürcher Oberland und das Zürcher Unterland dazu.
Im Oktober 2009 wurde ein neues Layout sowie eine neue Gliederung eingeführt. Im Juni 2012 wurden die Regionalausgaben eingestellt. Im August 2013 wurden die beiden Redaktionen Print und Online zusammengeschlossen und erstellen künftig die Inhalte für alle Kanäle gemeinsam.
Der Tages-Anzeiger ist Gründungsmitglied der Leading European Newspaper Alliance (LENA), in der er zurzeit mit den Tageszeitungen Die Welt, dem spanischen El País, der italienischen La Repubblica, Le Figaro aus Frankreich, Le Soir aus Belgien und dem Schweizer Titel Tribune de Genève in der internationalen Berichterstattung redaktionell zusammenarbeitet und kooperiert. 2017 trat eine Vereinbarung über eine redaktionelle Zusammenarbeit in der Berichterstattung aus dem Ausland zwischen dem Tages-Anzeiger und der Süddeutschen Zeitung in Kraft.
Seit Anfang 2018 erstellen nur noch je eine deutsch- und eine französischsprachige Tamedia-Redaktion den internationalen/nationalen Mantel (Inland, Ausland, Wirtschaft und Sport) für die 12 bezahlten Tages- und 2 Sonntagszeitungen der Tamedia. Chef der deutschsprachigen Mantelredaktion war bis 2023 der vorherige Chefredaktor von Tages-Anzeiger/SonntagsZeitung Arthur Rutishauser. Er bleibt zudem Chefredaktor der SonntagsZeitung. Im Jahr 2023 wurde die Mantelredaktion wieder in Redaktion Tages-Anzeiger umbenannt. Die Inlandchefin Raphaela Birrer wurde zur Chefredaktorin ernannt.
Auf den 1. Juni 2021 ist der operative Start des Zürcher Zeitungsverbunds geplant.
Im September 2024 organisierte die Gruppe die Redaktionen neu; sowohl die Teams der «SonntagsZeitung» als auch der Zürcher Regionalzeitungen («Landbote», «Zürichsee-Zeitung», «Zürcher Unterländer») wurden in die Redaktion Zürich integriert. Der züritipp wurde Ende 2024 eingestellt, Teile dessen Inhaltes erscheinen im «Tages-Anzeiger».

## Ausrichtung
Der Tages-Anzeiger gilt – etwa laut Roger Blum – als traditionell linksliberal; gemäss einer sprachwissenschaftlichen Analyse an der Universität Zürich zeigte sich die politische Ausrichtung im Zeitraum 2003/04 vor allem in den Kommentaren, während der Nachrichtenteil wie bei anderen Schweizer Qualitätszeitungen den Mainstream abbilde. Die grösste parteipolitische Nähe zeigte sich demnach zu den Sozialdemokraten. 2016 beobachtete ein SRF-Artikel, dass der Tages-Anzeiger der allgemeinen Verschiebung der Presselandschaft nach rechts insofern folge, als andere Themen angesprochen würden. Beispielsweise sei über die von der konservativen Schweizerischen Volkspartei gestartete Eidgenössische Volksinitiative «Gegen Masseneinwanderung» 2014 überwiegend positiv berichtet worden.

## Chefredaktoren und Mitarbeiter
Chefredaktoren ab 1978:
- Peter Studer (1978–1987)
- Viktor Schlumpf (1987–1991)
- Roger de Weck (1992–1997)
- Esther Girsberger (1997–1999)
- Philipp Löpfe (1999–2002)
- Peter Hartmeier (2002–2009)
- Markus Eisenhut und Res Strehle (2009–2012)
- Res Strehle (2009–2015)
- Arthur Rutishauser (2016–2017, ab 2018 Chef der übergeordneten Redaktion Tamedia)
- Judith Wittwer (2018–2020)
- Priska Amstutz und Mario Stäuble (2020–2023)
- Raphaela Birrer (seit März 2023)

Bekannte Redaktoren und Mitarbeiter:
- Michèle Binswanger (Redaktorin)
- Roger Blum (ehemaliger Inlandredaktor und Mitglied der Chefredaktion)
- Roger Köppel (ehemaliger Kulturredaktor und stellvertretender Chefredaktor)
- Emil Grichting (ehemaliger Bundeshaus-Redaktor)
- Niklaus Meienberg (ehemaliger freier Mitarbeiter, von Verleger Otto Coninx mit einem Schreibverbot belegt)
- Arthur Meyer (Nordwestschweiz-Korrespondent, Inland-Redaktor, Ostmitteleuropa-Korrespondent; 1969–1988)
- Simone Meier (ehemalige Kulturredaktorin und Kolumnistin)
- Kurt Pelda (Redaktor im Rechercheressort 2017–2022)
- Felix Schaad (Karikaturist)
- Marcel Schwander (Westschweiz-Korrespondent)
- Markus Somm (ehemaliger Inlandredaktor)
- Constantin Seibt (Redaktor 2007–2016)
- Hans Tschäni (Redaktor 1960–1981)
- Rafael Zeier (Redaktor)